# Webes
Webes (Webes konfektyrindustri AB) var en godistillverkare i Habo. Bolagets mest kända och mest sålda produkter var Ferraribilar och geléhallon. Folke och Bengt Wärnbring grundade Webes 1952 och företaget var i familjens ägo fram till 2002.
År 2002 köpte den danska godiskoncernen Toms Webes från den tidigare ägarfamiljen Wärnbring. Webes i Habo fick det nya namnet Toms-Webes AB men idag heter bolaget Toms Sverige AB och ingår i Tom Gruppen A/S. Tillverkningen i Habo lades ned 2013.